# Hermes (mythologie)
Hermes (Oudgrieks: Ἑρμῆς, ook Hermeias Ἑρμείας, Dorisch: Ἑρμᾶς) is een figuur uit de Griekse mythologie. Hij is een zoon van de oppergod Zeus en de bergnimf Maia en is vooral bekend als god van de handel, de reizigers, de wegen en de dieven. Hij is ook de boodschapper van de goden.
Oorspronkelijk was hij afkomstig uit het herdersland Arcadië, waar hij de nomios was, de weidegod, die herders en kudden beschermde. Later zijn er echter nog veel meer kwaliteiten en eigenschappen aan Hermes toegedicht. Zo nam hij de taak als boodschapper der goden van Iris over, wat hem ook tot Hermes Psychopompos maakte: de zielenbegeleider die zielen naar de onderwereld bracht.

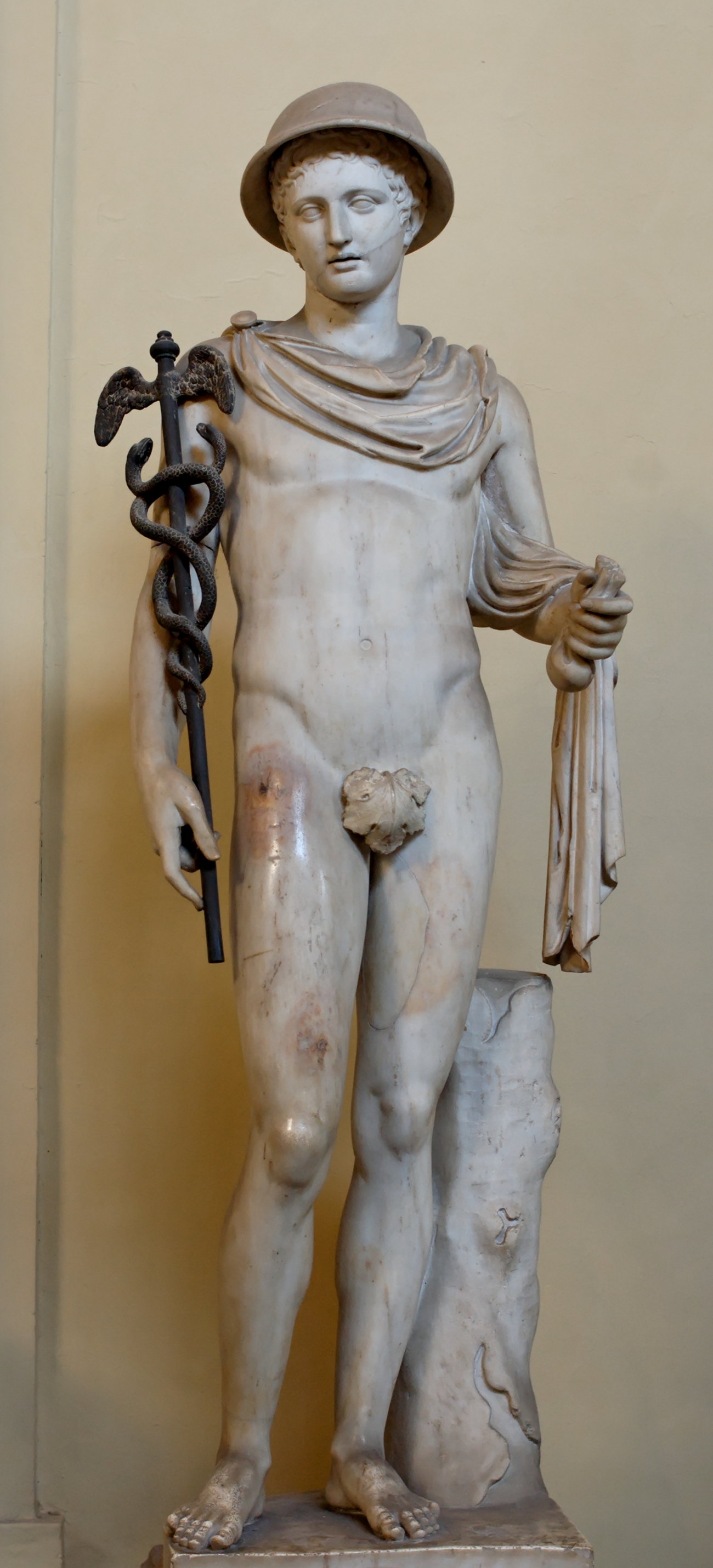
Hermes met zijn petasos (ronde hoed), een reizigersmantel, de caduceus en een beurs

Door zijn constante reizen werd hij patroon van reizigers, door zijn atletische en jonge uiterlijk werd hij patroon van atleten en sport en door zijn jeugdige escapades (zie: Mythen rond Hermes) werd hij patroon van de dieven. Doordat hij met behulp van zijn gevleugelde attributen constant door de lucht zweefde werd Hermes god van het verkeer en de handel en ook zijn welbespraaktheid leverde Hermes verering op: hij werd de god van de welsprekendheid. Hermes werd tot slot ook beschouwd als god van de slaap en de dromen: door aanraking met zijn caduceus kon hij mensen doen inslapen en wakker laten worden.
Hermes was echter niet alleen een zeer atletische godheid: lateren zagen in hem zelfs de uitvinder van het schrift, de wiskunde en de astronomie. En ook allerlei andere nuttige en aangename zaken werden aan Hermes toegeschreven, zoals de lier, fluit en maten en gewichten. Ook was hij patroon van de schilders.

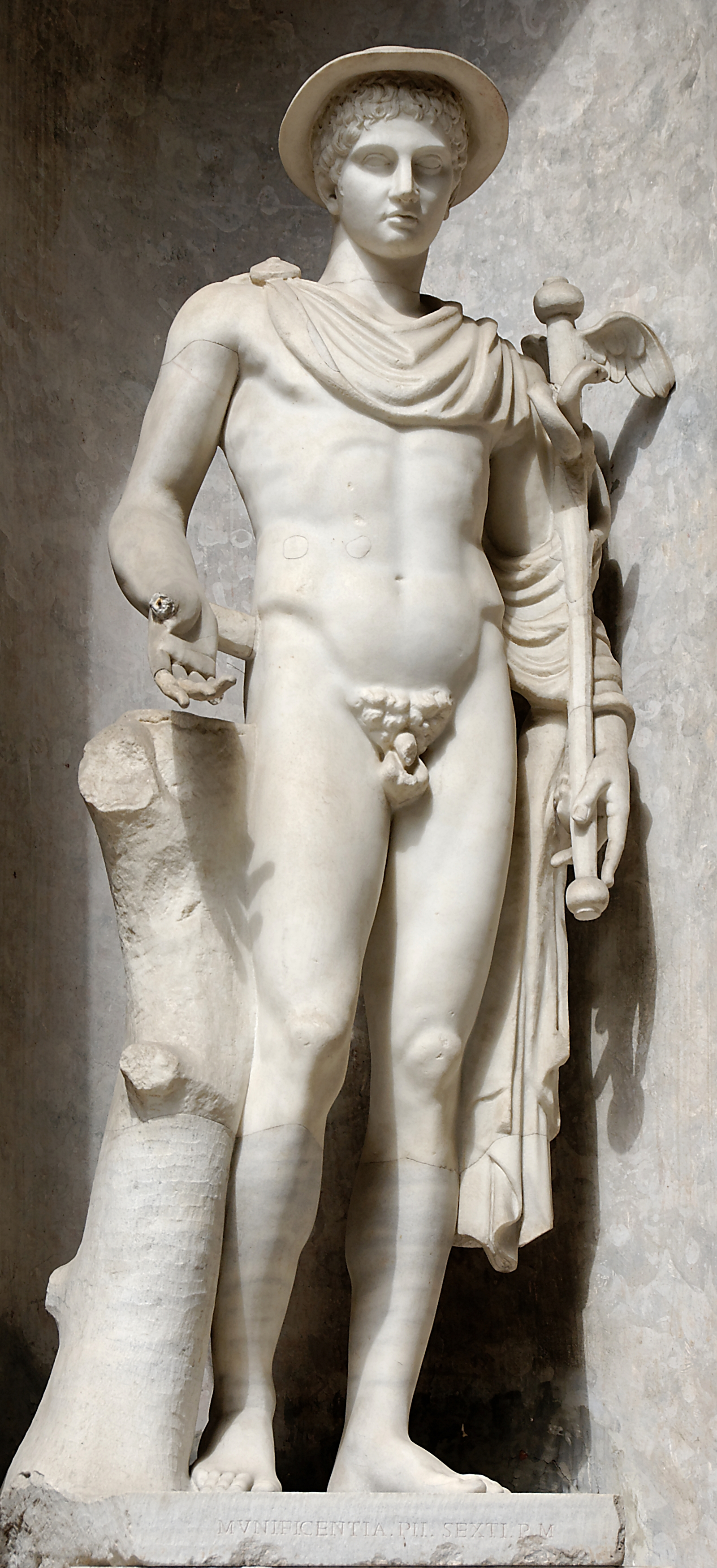
Hermes Ingenui

Vaak wordt Mercurius in de Romeinse mythologie als equivalent van Hermes aangewezen. Dit is echter niet helemaal correct. Het klopt dat Mercurius op Hermes geïnspireerd is; hij is immers god van de Handel en ook draagt hij de attributen van Hermes. Maar de Grieken vereerden Hermes amper als god van de handel; hij was bij hen vooral de god van de reizigers en boodschapper van de goden. Hermes en Mercurius aan elkaar gelijkstellen is dus niet correct: de nadruk ligt bij de twee goden heel anders.

## Mythen rondom Hermes

### Hermes en Apollo
Hermes werd geboren in een grot in Arcadië. Vlak na zijn geboorte vond hij de lier uit door het schild van een schildpad met snaren te bespannen. Even later ontsnapte hij uit zijn kribje en sloop de grot uit. Niet al te veel later kwam hij een grote groep runderen tegen, die aan Apollo toebehoorde. Hermes vond het prachtige beesten en besloot ze mee te nemen.
Een herder die dit allemaal aanzag dwong hij te zweren dat hij het nooit zou vertellen. De herder, genaamd Battus, zwoer dit tegenover de jonge god en Hermes vervolgde zijn weg terug naar zijn geboortegrot. Toen Apollo ontdekte dat zijn runderen gestolen waren, dwong hij Battus te vertellen wie ze gestolen had.
Apollo ging naar de grot waar Hermes inmiddels alweer in zijn kribje lag en beval hem zijn koeien terug te geven. Terwijl Hermes en Apollo naar de plaats liepen waar Hermes de runderen had verstopt, speelde Hermes een wijsje op zijn lier. Apollo raakte zo onder de indruk van het muziekinstrument dat hij Hermes vroeg hem het instrument cadeau te geven. In ruil voor de lier vroeg Hermes echter de kudde runderen, en zo was de handel geboren.
Voor de herder Battus liep het minder goed af, deze werd door Hermes vanwege zijn ontrouw in een blok steen veranderd.
Later verbeterde de relatie tussen de broers Hermes en Apollo flink. Apollo schonk Hermes zelfs zijn caduceus, de met slangen omwonden staf, die sindsdien een vast attribuut van Hermes is.

### Hermes en Argos
Er was eens een mooie nimf, Io genaamd, die bij Hera in dienst trad als dienstmaagd. Zij was werkelijk beeldschoon en Zeus kreeg al snel een oogje op haar. Hera, die wel doorhad dat Io een mooie vrouw was, werd langzaamaan jaloers. Om Io te beschermen tegen Hera's jaloezie toverde Zeus haar om in een koe. Hera had dit echter door en beval Zeus haar de koe te geven als een cadeautje, waarop zij de koe aan de herder Argos gaf. Argos was een reus met honderd ogen en zelfs als hij sliep had hij nog twee ogen over om de wacht te houden over zijn kudde.
Ondanks deze tegenslag ging Zeus niet bij de pakken neer zitten, maar in plaats daarvan gaf hij de slimme Hermes opdracht om Io te bevrijden. Hermes, die een verzoek van de oppergod niet in de wind kon slaan, toog op weg naar Nemea, de stad waar Argos Io gevangen hield. Na een kort praatje met Argos speelde Hermes een deuntje op zijn fluit, zo slaapverwekkend dat zelfs de laatste twee ogen van Argos zich sloten. Hermes hakte toen het hoofd van Argos af en bevrijdde Io. Toen Hera dit bemerkte stuurde zij een horzel die de arme koe op hol deed slaan; Io rende door het hele land tot zij ten slotte bij Epirus in zee sprong; deze zee werd later ook de Ionische Zee genoemd. In Egypte gaf Zeus Io haar normale gedaante weer terug. Het dode lichaam van Argos bleef ook niet onaangetast: Hera pakte alle honderd ogen en strooide die over de staart van haar lievelingspauw heen.